# The White Cliffs of Dover
The White Cliffs of Dover ist ein US-amerikanischer Spielfilm von Regisseur Clarence Brown mit Irene Dunne in der Hauptrolle aus dem Jahr 1944. Der Film steht in der Tradition patriotischer Filme wie Mrs. Miniver und The Lion Has Wings, die die Verbundenheit zwischen den Alliierten USA und Großbritannien während des Zweiten Weltkriegs ausdrücken sollten. Der Film basiert auf dem gleichnamigen Gedicht von Alice Duer Miller.

## Handlung
1944. Ein Lazarett in England.
Während sich die Mitarbeiter auf das Eintreffen neuer Verwundeter einstellen, wird Lady Susan Ashwood, die als Freiwillige für das Rote Kreuz arbeitet, von Sorgen um ihren Sohn John geplagt. Ihre Gedanken wandern zurück zum April 1914, als sie noch Susan Dunn hieß und in Begleitung ihres Vaters, einem Zeitungsverleger aus den USA, für zwei Wochen nach London reist. Der Urlaub steht zunächst unter keinem guten Stern, denn es regnet ununterbrochen und Susans Vater bleibt die meiste Zeit im Bett.
Am letzten Tag wird Susan von Colonel Walter Forsythe eingeladen, ihn zu einem Besuch beim Herzog von Waverly zu begleiten. Auf der Gesellschaft lernt Susan den attraktiven Adligen Sir John Ashwood kennen und beide verlieben sich ineinander. Gerade als Susan und ihr Vater am nächsten Morgen abreisen wollen, steht Sir John vor der Tür und lädt die beiden zu einem Wochenende auf dem Gut seiner Mutter, Lady Jean Ashwood, ein. Das Treffen mit seiner Familie verläuft jedoch wenig erfreulich und einige Mitglieder verkünden anti-amerikanische Parolen. Tief getroffen will Susan zurück nach Rhode Island, doch John kann sie in letzter Minute von seiner Liebe überzeugen. Beide heiraten, doch während ihrer Flitterwochen bricht der Erste Weltkrieg aus. Die beiden bekommen einen Sohn, der wie sein Vater auf den Namen John Ashwood getauft wird. Kurz vor Kriegsende stirbt John Senior im Kampf. Susan verfällt daraufhin in tiefe Depressionen. Erst Lady Jean kann die junge Mutter davon überzeugen, dass John für die Freiheit und den Frieden und damit nicht umsonst sein Leben geopfert habe.
Gut zwanzig Jahre später will Susan gemeinsam mit ihrem Sohn in die USA reisen, als der Zweite Weltkrieg ausbricht. John meldet sich wie einst sein Vater zum Militär. Die Rückblende endet mit der Ankunft der Verwundeten. Wie Susan befürchtet hat, ist auch ihr Sohn unter ihnen. John ist schwer verletzt und hat nur noch wenige Stunden zu leben. Er ist zutiefst verunsichert, ob sein Einsatz der richtigen Sache gegolten hat. Susan erklärt ihm, dass nun Verbände amerikanischer und englischer Soldaten Seite an Seite durch das Camp marschieren  und dass er, wie schon sein Vater vor ihm, für eine gerechte Sache gekämpft habe.

## Hintergrund
Irene Dunne war Mitte der 1940er Jahre ein hochbezahlter Star und feierte Erfolge sowohl in Komödien als auch in tränenreichen Melodramen. 1943 hatte sie sich entschlossen, einen nicht-exklusiven Vertrag mit MGM zu unterzeichnen, woraufhin Louis B. Mayer sie gezielt als Ersatz für Norma Shearer und Joan Crawford aufbauen wollte. Nachdem Mayer zunächst Dunne für die Hauptrolle in Mrs. Miniver und dann in Das Haus der Lady Alquist vorgesehen hatte, drehte die Schauspielerin schließlich an der Seite von Spencer Tracy den Film Kampf in den Wolken.
Das patriotische Gedicht The White Cliffs von Alice Duer Miller aus dem Jahr 1940 wurde 1942 besonders populär, nachdem die bekannte Theaterschauspielerin Lynn Fontanne während einer Radioshow einen mitreißenden Vortrag geboten hatte. Ronald Colman erwarb daraufhin die Rechte von der Autorin und wollte zunächst gemeinsam mit Bette Davis in der Verfilmung auftreten. Colman hatte die Absicht, sämtliche Profite dem amerikanischen und britischen Roten Kreuz zu übergeben. Doch sein Plan zerschlug sich und am Ende landeten die Rechte bei MGM. Das Studio, das bereits mit Mrs. Miniver einen erfolgreichen Film über die Probleme der englischen Zivilgesellschaft während der Kriegswirren produziert hatte, plante, aus dem Gedicht eine Geschichte über die Verbundenheit der beiden Völker an beiden Seiten des Atlantiks zu gestalten.
Mit Clarence Brown übernahm der damals angesehenste Regisseur des Studios die Umsetzung, während Sidney Franklin als Produzent die Verantwortung hatte, stand der Film ganz in der Tradition von Irving Thalberg als Prestigeproduktion mit hohem Budget, exzellenten Nebendarstellern und erstklassiger Ausstattung zu konzipieren. Durch Verzögerungen im Drehplan überschnitten sich am Ende die Dreharbeiten für Kampf in den Wolken mit denen von The White Cliffs of Dover, was für Dunne viel Stress und Arbeit in zwei Schichten bedeutete. Elizabeth Taylor spielte eine ihrer ersten Rollen. 1947 sollten sie und Irene Dunne noch einmal in Unser Leben mit Vater vor der Kamera stehen.

## Auszeichnungen
Der Film ging mit einer Nominierung in die Oscarverleihung 1945:
- Beste Kamera – George J. Folsey

## Kinoauswertung
Produktionskosten in Höhe von 2.342.000 US-Dollar machten aus The White Cliffs of Dover eine selbst für MGM-Verhältnisse teure Produktion. Mit Inlandseinnahmen in Höhe von 4.045.000 US-Dollar sowie weiteren 2.249.000 US-Dollar an Auslandseinnahmen wurde der Film am Ende mit Gesamteinnahme in Höhe von 6.294.000 US-Dollar und einem Gewinn von 1.784.000 US-Dollar zu einer der erfolgreichsten Produktionen des Jahrzehnts.

## Kritiken
Die Kritiken fielen nicht so überwältigend positiv aus wie für Mrs. Miniver.
Bosley Crowther befand in der New York Times:

„Dieser prachtvolle Film […] ist ein solcher Tribut an die englische Lebensart, wie ihn sich nur ein amerikanisches Filmstudio trauen würde. Doch es ist nicht das moderne England, von dem der Film so einfühlsam erzählt […], sondern das England der großen Adelssitze, der vornehmen und eleganten Edelleute.“

James Agee war ebenfalls nicht sonderlich angetan. Der Film sei:

„wie der Genuss von lauwarmem Tee auf einer verregneten Gartengesellschaft mitten in der tiefsten englischen Provinz.“